# Osama al-Juwaili

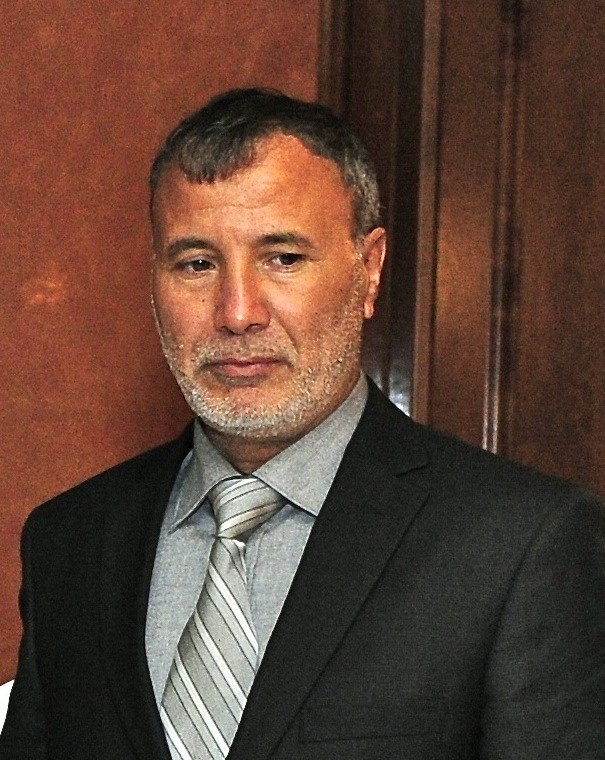

Osama al-Juwaili (en árabe: أسامة الجويلي, n. en Zintan, Libia, en 1961) es un comandante libio comandante quien se desempeña como Ministro de Defensa desde el gobierno de Abdurrahim El-Keib, el primer ministro interino de Libia. Luchó en la guerra civil de 2011 contra el gobierno de Muamar Gadafi. Inmediatamente antes de su nombramiento el 22 de noviembre de ese mismo año la Brigada Zintan fundada por al-Juwaili, una banda de combatientes anti-Gadafi del Ejército de Liberación Nacional Libio (ELNL) ubicada en Zintan en las Montañas Nafusa, localizó y capturó a Saif al Islam Gadafi, uno de los hijos más prominentes del exdictador, en el desierto de Libia. Se dice que al-Juwaili está alineado con el Consejo Revolucionario de Trípoli (CRT), dirigido por Abdullah Naker, quien advirtió en una entrevista el 18 de noviembre que sus hombres podrían derrocar al gobierno, incluso antes de que fuera nombrado, si no cumplía con sus demandas de representación.

## Estudios, retiro y guerra civil
Estudió Soporte electrónico y se graduó en la Academia Militar de Trípoli en 1982, se mantuvo como entrenador en la academia hasta 1987. Se retiró del ejército en 1992 con el rango de capitán. Entonces al-Juwaili fue nombrado director del Centro de Orientación Vocacional en Yifrin como parte del Ministerio de Fuerza Laboral y Formación. Él desertó a las fuerzas antigadafistas durante la guerra civil de 2011, convirtiéndose en el jefe del consejo militar de Zintan. Su tío fue al parecer un vicegobernador del Banco Central de Libia (BCL) bajo Gadafi.

## Vida política
Al-Juwaili se reunió con el general de división Isa Saif Al Mazrouie, Jefe Adjunto del Estado Mayor de las Fuerzas Armadas de los Emiratos Árabes Unidos, en Trípoli el 6 de diciembre de 2011 y discutieron las áreas de cooperación entre los dos países y las formas de mejorarlas, sobre todo en el sector militar.
Desde enero de 2012 al-Juwaili es responsable de la integración de las milicias rivales en un ejército en pleno funcionamiento y una fuerza de policía.